# Блендова-Зглобенська
Блендова-Зглобенська (пол. Błędowa Zgłobieńska) — село в Польщі, у гміні Свільча Ряшівського повіту Підкарпатського воєводства.
Населення — 548 осіб (2011).
У 1975-1998 роках село належало до Ряшівського воєводства.

## Демографія
Демографічна структура станом на 31 березня 2011 року:
|          | Загалом | Допрацездатний вік | Працездатний вік | Постпрацездатний вік |
| -------- | ------- | ------------------ | ---------------- | -------------------- |
| Чоловіки | 262     | 54                 | 179              | 29                   |
| Жінки    | 286     | 68                 | 159              | 59                   |
| Разом    | 548     | 122                | 338              | 88                   |